# Uszty-kamcsatszki járás

Az Uszty-kamcsatszki járás a Kamcsatkai határterületen

Az Uszty-kamcsatszki járás (oroszul Усть-Камчатский район) járás Oroszországban, a Kamcsatkai határterületen. Székhelye Uszty-Kamcsatszk falu.

## Népesség
- 2002-ben 15 084 lakosa volt.
- 2010-ben 11 716 lakosa volt.